# Janua preacuta
Janua preacuta är en ringmaskart som beskrevs av Vine 1972. Janua preacuta ingår i släktet Janua och familjen Serpulidae. Inga underarter finns listade i Catalogue of Life.